# Tournoi d'ouverture du championnat du Nicaragua de football 2022
Navigation
Tournoi précédent Tournoi suivant
Le tournoi Apertura 2022 est le onzième tournoi saisonnier disputé au Nicaragua. C'est cependant la 85e fois que le titre de champion du Nicaragua est remis en jeu.
Chacun des dix clubs participants est confronté deux fois aux neuf autres équipes. Puis les quatre meilleurs s'affrontent lors d'une phase finale à la fin du tournoi. Le Diriangén FC est le tenant du titre. Le Real Estelí l'emporte en finale face au Deportivo Walter Ferreti et s'adjuge le dix-neuvième titre de champion national de son histoire et se qualifie pour la Coupe d'Amérique centrale 2023.

## Équipes participantes
| \| Managua : Juventus Walter Ferreti Managua FC UNAN Managua Managua Diriangén Estelí Sébaco Ocotal Jalapa Matagalpa \| Localisation des équipes engagées dans le championnat. |
| Managua : Juventus Walter Ferreti Managua FC UNAN Managua Managua Diriangén Estelí Sébaco Ocotal Jalapa Matagalpa                                                              |

Ce tableau présente les dix équipes qualifiées pour disputer le championnat 2022-2023. On y trouve le nom des clubs, leur localisation, le nom des stades dans lesquels ils évoluent ainsi que la capacité de ces derniers.
| Équipes                   | Ville     | Stade                                        | Capacité |
| Diriangén FC              | Diriamba  | Stade Cacique Diriangén                      | 7 500    |
| ART Municipal Jalapa (en) | Jalapa    | Stade Alejandro Ramos                        | 1 000    |
| Juventus Managua          | Managua   | Stade olympique de l'Indépendance de Managua | 8 000    |
| Managua FC (en)           | Managua   | Stade olympique de l'Indépendance de Managua | 8 000    |
| Matagalpa FC (es)         | Matagalpa | Stade Carlos-Fonseca                         | 2 200    |
| Real Estelí FC            | Estelí    | Stade de l'Indépendance                      | 4 800    |
| Deportivo Ocotal (en)     | Ocotal    | Stade Glorias del Beisbol Segoviano          | 5 000    |
| Deportivo Sébaco          | Sébaco    | Stade de Sébaco                              | 1 800    |
| UNAN Managua (es)         | Managua   | Stade olympique de l'Indépendance de Managua | 8 000    |
| Deportivo Walter Ferreti  | Managua   | Stade olympique de l'Indépendance de Managua | 8 000    |

## Compétition
Le tournoi Apertura se déroule de la même façon que les tournois saisonniers précédents, en deux phases :
- La phase régulière : les dix-huit journées de championnat.
- La seconde phase : les matchs aller-retour allant des quarts de finale à la finale.

### Phase régulière
Lors de la phase régulière les dix équipes affrontent à deux reprises les neuf autres équipes selon un calendrier tiré aléatoirement.
Les quatre meilleures équipes sont directement qualifiées pour la seconde phase.
Le classement est établi sur le barème de points classique (victoire à 3 points, match nul à 1, défaite à 0).
Le départage final se fait selon les critères suivants :
- Le nombre de points.
- La différence de buts générale.
- Le nombre de buts marqué.

| Rang | Équipe                    | Pts | J  | G  | N | P  | Bp | Bc | Diff |
| ---- | ------------------------- | --- | -- | -- | - | -- | -- | -- | ---- |
| 1    | Real Estelí               | 38  | 18 | 11 | 5 | 2  | 35 | 11 | +24  |
| 2    | Diriangén FC T            | 38  | 18 | 11 | 5 | 2  | 34 | 14 | +20  |
| 3    | Deportivo Walter Ferreti  | 32  | 18 | 10 | 2 | 6  | 23 | 19 | +4   |
| 4    | Deportivo Sébaco          | 30  | 18 | 8  | 6 | 4  | 21 | 15 | +6   |
| 5    | Managua FC (en)           | 24  | 18 | 7  | 3 | 8  | 28 | 21 | +7   |
| 6    | Juventus Managua          | 22  | 18 | 6  | 4 | 8  | 32 | 28 | +4   |
| 7    | ART Municipal Jalapa (en) | 21  | 18 | 5  | 6 | 7  | 19 | 28 | -9   |
| 8    | UNAN Managua (en)         | 16  | 18 | 4  | 4 | 10 | 25 | 38 | -13  |
| 9    | Deportivo Ocotal (en)     | 16  | 18 | 4  | 4 | 10 | 21 | 43 | -22  |
| 10   | Matagalpa FC (es) P       | 12  | 18 | 3  | 3 | 12 | 17 | 38 | -21  |

| Légende : Qualifications et relégations | Légende : Qualifications et relégations          |
| --------------------------------------- | ------------------------------------------------ |
|                                         | Qualifié pour les demi-finales                   |
|                                         | Qualifié pour les quarts de finale               |
|                                         | T Tenant du titre P Promu de la saison 2021-2022 |

### Phase finale
Les six équipes qualifiées sont réparties dans le tableau final d'après leur classement général, le deuxième affrontant lors des demi-finales le vainqueur du quart opposant le quatrième au cinquième et le premier affrontant le vainqueur du quart opposant le troisième au sixième.
En cas d'égalité, les deux équipes sont départagées par une prolongation puis une séance de tirs au but si cela est nécessaire. Les quarts de finale ne se jouent que sur un match.

#### Tableau
|  | Quarts de finale           | Quarts de finale           | Quarts de finale           | Quarts de finale           |                        |                        | Demi-finales | Demi-finales | Demi-finales | Demi-finales |  |  | Finale | Finale | Finale | Finale |
|  |                            |                            |                            |                            |                        |                        |              |              |              |              |  |  |        |        |        |        |
|  |                            |                            |                            |                            |                        |                        |              |              |              |              |  |  |        |        |        |        |
|  |                            |                            |                            |                            |                        |                        |              |              |              |              |  |  |        |        |        |        |
|  |                            |                            |                            |                            |                        |                        |              |              |              |              |  |  |        |        |        |        |
|  |                            |                            |                            |                            |                        |                        |              |              |              |              |  |  |        |        |        |        |
|  |                            |                            |                            |                            |                        |                        |              |              |              |              |  |  |        |        |        |        |
|  | 1 Real Estelí              | 1 Real Estelí              | 0                          | 2                          |                        |                        |              |              |              |              |  |  |        |        |        |        |
|  | 1 Real Estelí              | 1 Real Estelí              | 0                          | 2                          |                        |                        |              |              |              |              |  |  |        |        |        |        |
|  |                            |                            | 5 Managua FC (en)          | 5 Managua FC (en)          | 0                      | 0                      |              |              |              |              |  |  |        |        |        |        |
|  | 4 Deportivo Sébaco         | 4 Deportivo Sébaco         | 5 Managua FC (en)          | 5 Managua FC (en)          | 0                      | 0                      | 0            | 0            |              |              |  |  |        |        |        |        |
|  | 4 Deportivo Sébaco         | 4 Deportivo Sébaco         |                            |                            |                        |                        |              | 0            |              |              |  |  |        |        |        |        |
|  | 5 Managua FC (en)          | 5 Managua FC (en)          | 5                          | 5                          |                        |                        |              |              |              |              |  |  |        |        |        |        |
|  | 5 Managua FC (en)          | 5 Managua FC (en)          | 5                          | 5                          | 1 Real Estelí t. a. b. | 1 Real Estelí t. a. b. | 3            | 1 (4)        |              |              |  |  |        |        |        |        |
|  |                            |                            |                            |                            | 1 Real Estelí t. a. b. | 1 Real Estelí t. a. b. | 3            | 1 (4)        |              |              |  |  |        |        |        |        |
|  |                            |                            | 3 Deportivo Walter Ferreti | 3 Deportivo Walter Ferreti | 2                      | 2 (3)                  |              |              |              |              |  |  |        |        |        |        |
|  |                            |                            |                            |                            | 2                      | 2 (3)                  |              |              |              |              |  |  |        |        |        |        |
|  |                            |                            |                            |                            |                        |                        |              |              |              |              |  |  |        |        |        |        |
|  |                            |                            |                            |                            |                        |                        |              |              |              |              |  |  |        |        |        |        |
|  | 2 Diriangén FC             | 2 Diriangén FC             | 1                          | 1 (3)                      |                        |                        |              |              |              |              |  |  |        |        |        |        |
|  | 2 Diriangén FC             | 2 Diriangén FC             | 1                          | 1 (3)                      |                        |                        |              |              |              |              |  |  |        |        |        |        |
|  |                            |                            | 3 Deportivo Walter Ferreti | 3 Deportivo Walter Ferreti | 1                      | 1 (5)                  |              |              |              |              |  |  |        |        |        |        |
|  | 3 Deportivo Walter Ferreti | 3 Deportivo Walter Ferreti | 3 Deportivo Walter Ferreti | 3 Deportivo Walter Ferreti | 1                      | 1 (5)                  | 5            | 5            |              |              |  |  |        |        |        |        |
|  | 3 Deportivo Walter Ferreti | 3 Deportivo Walter Ferreti |                            |                            |                        |                        |              | 5            |              |              |  |  |        |        |        |        |
|  | 6 Juventus Managua         | 6 Juventus Managua         | 1                          | 1                          |                        |                        |              |              |              |              |  |  |        |        |        |        |
|  | 6 Juventus Managua         | 6 Juventus Managua         | 1                          | 1                          |                        |                        |              |              |              |              |  |  |        |        |        |        |
|  |                            |                            |                            |                            |                        |                        |              |              |              |              |  |  |        |        |        |        |

#### Quarts de finale
| Club                     | Score | Club             | Commentaire |
| Deportivo Walter Ferreti | 5 - 1 | Juventus Managua |             |
| Deportivo Sébaco         | 0 - 5 | Managua FC (en)  |             |

#### Demi-finales
| Club         | Aller | Retour | Club                     | Commentaire       |
| Real Estelí  | 0 - 0 | 2 - 0  | Managua FC (en)          |                   |
| Diriangén FC | 1 - 1 | 1 - 1  | Deportivo Walter Ferreti | Tirs au but : 3-5 |

#### Finale
| Match aller      | Deportivo Walter Ferreti                   | 2 - 3   | Real Estelí                       | Stade olympique de l'Indépendance de Managua |                         |
| 14 décembre 2022 | Francisco Ramos 28e · Luciano Sanhueza 57e | (1 - 1) | 36e 81e Douglas Caé · 50e Ewerton | Arbitrage : Jorge Ojeda                      | Arbitrage : Jorge Ojeda |
| 14 décembre 2022 | Rapport                                    |         |                                   | Arbitrage : Jorge Ojeda                      | Arbitrage : Jorge Ojeda |

| Match retour     | Real Estelí       | 1 - 2   | Deportivo Walter Ferreti               | Stade de l'Indépendance  |                          |
| 17 décembre 2022 | Harold Medina 50e | (0 - 0) | 62e Yeison Mosquera · 65e Ronald López | Arbitrage : Willer López | Arbitrage : Willer López |
| 17 décembre 2022 | Rapport           |         |                                        | Arbitrage : Willer López | Arbitrage : Willer López |
| 17 décembre 2022 | Tirs au but 4 - 3 |         |                                        | Arbitrage : Willer López | Arbitrage : Willer López |

| Vainqueur du Tournoi Apertura 2022 Real Estelí 19e titre |

## Bilan du tournoi
| Tournoi d'ouverture du championnat de football du Nicaragua 2022 |                         |
| Champion                                                         | Real Estelí (19e titre) |
| Dauphin                                                          | CD Walter Ferretti      |
| Qualifications continentales                                     |                         |
| Coupe d'Amérique centrale 2023                                   | Real Estelí             |